# Botervis
De botervis (Pholis gunnellus) is een straalvinnige zeevis uit de orde van de baarsachtigen (Perciformes). De naam dankt de vis aan zijn bijzonder glibberige huid. De naam botervis wordt ook gebruikt voor vissen uit de familie van de slangmakrelen die soms ook botermakreel worden genoemd. In Suriname wordt de naam voor de kleinoogombervis gebruikt.

## Beschrijving
De botervis wordt circa 25 centimeter lang en heeft een lang, slank postuur. Over de hele lengte is een lange, lage stekelige rugvin zichtbaar. Ook op de borstvin zitten kleine stekeltjes. Er bevinden zich negen tot dertien oogvlekken langs de basis van de rugvin. Hij heeft, in vergelijking met zijn lijf, een klein kopje, met vlezige, kronkelachtige lippen. De kleur van het dier zelf is tamelijk donkerbruin met een olijfgroene tint. Aan de buikzijde wat lichter. Op de flanken zijn bovendien nog een aantal nogal onregelmatige dwarsbanden te onderscheiden, en in het midden een donkere lijn die in de lengte loopt. Er zijn ook veel lichtere exemplaren bekend. De huid is opvallend glad en slijmerig. Dat schijnt de oorsprong van de naam 'botervis' te zijn.

## Leefwijze
De vis leeft in ondiep water, dicht bij de bodem. Het dier is aan te treffen in rotspoeltjes en tussen zeewier op een diepte van 0 tot 100 meter. Ze eten vooral kleine kreeftachtigen, zoals zeepissebedden, maar ook wormen en slakken. De botervis gaat vooral 's nachts op jacht. Het is een echte rover. Ze zijn ook gek op viseieren en vislarven van andere botervissen.
De paaitijd is midden in de winter: januari of februari. De tachtig tot tweehonderd eitjes worden in klonten gelegd in rotsspleten of onder schelpen. Ze worden door de volwassen vissen bewaakt.

## Verspreiding
Botervissen komen voor in de noordelijke Atlantische Oceaan, de Witte Zee, de Noordzee en de Oostzee. Rondom IJsland komt de soort voor maar ze ontbreekt bij oostelijk Groenland, Spitsbergen en Nova Zembla. Ze leven in het intergetijdengebied tot ca. 40 meter diepte. In de winter gaat hij dieper: tot 100 meter. Op allerlei bodems, van rotsen tot slib en tussen wier en zeegras.

## Relatie met de mens
De botervis was in de jaren 1980 een vrij algemene vis in de Nederlandse kustwateren. De soort staat nu als kwetsbaar op de Nederlandse Rode Lijst maar niet op de internationale Rode Lijst van de IUCN. De botervis is niet van belang voor de visserij. Het dier is ongevaarlijk. Het voorkomen van de botervis wordt door de stichting ANEMOON met behulp van waarnemingen door sportduikers in de Oosterschelde en het Grevelingenmeer sinds 1994 gemonitord.